# Air Philip
Pour les articles homonymes, voir Philip.
Air Philip (coréen : 에어필립) était un petit transporteur aérien en Corée du Sud.

## Histoire
Le 28 novembre 2018, la compagnie aérienne a effectué son premier vol international, de Muan à Vladivostok. 
En février 2019, la compagnie aérienne a suspendu tous les vols internationaux, tandis que ses opérations intérieures restantes ont pris fin en mars 2019.

## Flotte
- 2 Embraer ERJ-145EP